# Пшивори (Опольське воєводство)
Пшивори (пол. Przywory, нім. Przywor, 1936-45: Oderfest) — село в Польщі, у гміні Тарнув-Опольський Опольського повіту Опольського воєводства.
Населення — 1104 особи (2011).
У 1975-1998 роках село належало до Опольського воєводства.

## Демографія
Демографічна структура станом на 31 березня 2011 року:
|          | Загалом | Допрацездатний вік | Працездатний вік | Постпрацездатний вік |
| -------- | ------- | ------------------ | ---------------- | -------------------- |
| Чоловіки | 548     | 108                | 377              | 63                   |
| Жінки    | 556     | 88                 | 339              | 129                  |
| Разом    | 1104    | 196                | 716              | 192                  |